# Tokyo (banda)
Tokyo foi uma banda brasileira de rock que surgiu em 1984. Com um estilo new wave e atitude punk, revelou o cantor Supla e o produtor de MPB BiD (na época Bidi, guitarrista).
Fizeram sucesso com as canções "Humanos" e "Garota de Berlim".

## História
No início, a banda teve como nomes Zig Zag e Metrópolis, mais tarde mudando para Tokyo. O primeiro lançamento da banda foi um compacto simples com a canção "Mão Direita", que foi lançada pela gravadora Som Livre e acabou sendo censurada devido a sua letra que tratava sobre masturbação.
Em seguida mudaram para a gravadora Epic Records, onde lançaram a canção "Humanos", que foi o primeiro sucesso radiofônico da banda. Em janeiro de 1986 lançaram "Humanos", álbum de estreia da banda. Na época a imprensa rotulou a banda de os "punks de butique". O single seguinte foi "Garota de Berlim", faixa composta pelo pintor Rodrigo Andrade em 1982. "Garota de Berlim" contava com a participação da roqueira alemã Nina Hagen, e foi sucesso em 1986. Neste mesmo disco, Cauby Peixoto participa de uma faixa denominada "Romântica". Após o lançamento do primeiro álbum, Bidi deixou a banda e foi substituído por Conde Novaes.
Em 1987 lançaram o álbum O Outro Lado, que não obteve sucesso. Entretanto a canção "Metralhar e Não Morrer" chegou a tocar em algumas rádios. A banda encerrou as atividades dois anos depois.

## Integrantes
- Supla (vocal e, ocasionalmente, guitarra base)
- Andrés Etchenique (baixo e backing vocals)
- Eduardo Bid (guitarra solo e backing vocals)
- Conde (guitarra)
- Marcelo Zarvos (teclado)
- Rocco Bidlovski (bateria, caixa de ritmos, percussão e backing vocals)

## Discografia
| Título       | Detalhes do álbum                                                  |
| ------------ | ------------------------------------------------------------------ |
| Humanos      | - Lançamento: Janeiro de 1986 - Gravadora: Epic - Formatos: LP, K7 |
| O Outro Lado | - Lançamento: 1987 - Gravadora: Epic - Formatos: LP, K7            |

| Título | Detalhes do álbum                                   |
| ------ | --------------------------------------------------- |
| Tokyo  | - Lançamento: 2001 - Gravadora: Epic - Formatos: CD |

### Singles
| Ano  | Single                   | Álbum            |
| ---- | ------------------------ | ---------------- |
| 1985 | "Mão Direita / Humanos"  | Compacto simples |
| 1985 | "Humanos"                | Humanos          |
| 1986 | "Garota de Berlim"       | Humanos          |
| 1986 | "Intenções"              | Humanos          |
| 1987 | "Metralhar e Não Morrer" | O Outro Lado     |